# Wallesz Jenő
Wallesz Jenő, Wallesz Jakab (Balassagyarmat, 1871. szeptember 22. – Budapest, 1943. augusztus 23.) újságíró, író, költő.

## Életpályája
Wallesz Móric kereskedő és Weisz Franciska fiaként született. Négy középiskolai osztályt végzett, majd lakatosságot tanult. Egy ideig mint nevelő működött, majd az írók sorába került. Szerkesztette 1894-től az Üstököst, 1898–1900-ban a  Magyar Géniusz, majd az Új Század segédszerkesztője volt. Később a Népszava, a Pesti Napló, 1910-től Az Újság belső munkatársa, 1927 és 1943 között pedig főmunkatársa volt. 1908 és 1915 között A Hét segédszerkesztőjeként működött. Tárcái, cikkei Lynkeusz jelzéssel igen népszerűek voltak. 1907. szeptember 1-jén Budapesten, a Józsefvárosban házasságot kötött Gyenes Gitta (Gottlieb Margit) festőművésznővel. Halálát mellszorongás okozta.

## Munkái
- Tenczer Pál emlékiratai. ("Tövis" álnéven). Budapest, 1896.
- A mulató Budapest ("Velszi Bárd" álnéven) Budapest, 1896.
- Ború - versek, Budapest, 1899.
- Egy hadimilliomosné keservei - regény, Budapest, 1917.
- A párt asszonya  - regény, Budapest, 1918.
- Fehér lelkek - regény, Budapest, 1928.
- Az új ember - elbeszélés, Budapest, 1943.